# Bény-sur-meri kanadai katonai temető
A bény-sur-meri kanadai katonai temető (angolul Bény-sur-Mer Canadian War Cemetery, franciául Cimetière militaire canadien de Bény-sur-Mer) Reviers közelében fekszik.
A sírkertben 2049 hősi halott nyugszik, túlnyomó többségük a kanadai 3. hadosztály katonája volt, és a normandiai partraszállásban, majd az azt követő csatározásokban esett el. A temetőben fekszik a légierő 15 katonája is. A bény-sur-meri sírkertben helyezték végső nyugalomra a torontói Westlake-testvéreket: George 1944. június 7-én, Albert és Thomas négy nappal később esett el. Utóbbi kettő egymás mellett nyugszik, úgy, ahogy holttesteiket megtalálták.
1944. június 6-án a kanadai 3. gyaloghadosztály és 2. páncélosdandár szállt partra a Második Brit Hadsereg parancsnoksága alatt a Juno partszakaszon. Estére kialakították a hídfőt, amely ugyan nem érte el mindenhol a kitűzött célokat, de ahhoz elég nagy és erős volt, hogy visszaverje a német ellentámadásokat. Június 11-én a hídfő már megfelelő méretű és biztonságú volt ahhoz, hogy újabb nagyobb hullámát fogadja a katonáknak. A D-napon nagyjából ezerfős veszteséget szenvedtek a kanadaiak, közülük 340-en haltak meg.
A temető mintegy négy kilométerre fekszik a Juno parttól, a D-nap éjszakájára a terület már kanadai kézben volt. A mai temető közelében kötözőhelyet létesítettek, és az ott elhunyt katonákat hantolták el a területen először. 1944 végén két állandó temetőt jelöltek ki a kanadai hősi halottaknak, a bény-sur-merit és a bretteville-sur-laizéit, Caentől délre.
A temetőt Philip Hepworth építész tervezte, juharfái Kanada erdőségeit idézik. A sírkertet a nemzetközösségi hadisír-gondozó szervezet, a Commonwealth War Graves Commission kezeli.